# بوقین مهدی‌آباد
بوقین مهدی‌آباد ، روستایی از توابع بخش ملارد شهرستان شهریار در استان تهران ایران است.

## جمعیت
این روستا در دهستان اخترآباد قرار دارد و براساس سرشماری مرکز آمار ایران در سال ۱۳۹۵، این روستا خالی از جمعیت بوده است.